# Hård science fiction
Hård science fiction (engelska: hard science fiction) en kategori inom science fiction där man lägger tonvikten på tekniska och naturvetenskapliga detaljer, särskilt när det gäller fysik, astrofysik, kemi, biologi och teknologi. Termen hård science fiction användes första gången i tryck i november 1957 av P. Schuyler Miller i en recension av John W. Campbells Island of Space.
Flera riktiga förutsägelser kommer från den hårda science fiction-genren, till exempel förutsåg Arthur C Clarke de geostationära satelliterna - men hans förutsägelser om hur djupt dammet var i månkratrarna var felaktig. En del av hård science fiction-författarna har arbetat som vetenskapsmän, bland andra Gregory Benford och Geoffrey A Landis. Författare med matematisk bakgrund är bland andra Rudy Rucker och Vernor Vinge. Andra författare som skriver hård science fiction är Hal Clement, Larry Niven, Robert J. Sawyer och Stephen Baxter.

## Exempel på verk inom hård science fiction

### Noveller
- James Blish, Surface Tension Surface Tension (1952), (Book 3 of The Seedling Stars 1957)
- Poul Anderson, Kyrie (1968)
- Frederik Pohl, Day Million (1971)
- Larry Niven, Inconstant Moon (1971) and The Hole Man (1974)
- Geoffrey A. Landis, A Walk in the Sun (1991)
- Vernor Vinge, Fast Times at Fairmont High (2001)

### Romaner
- Hal Clement, Mission of Gravity (1953)
- Arthur C. Clarke, A Fall of Moondust (1961)
- Kim Stanley Robinson, The Mars trilogy (Red Mars (1992), Green Mars (1993), Blue Mars (1996))
- Nancy Kress, Beggars in Spain (1993)